# Seututie 371
Pour les articles homonymes, voir Route 371.
La route régionale 371 (finnois : Seututie 371) est une route régionale allant de Hamina jusqu'à Keltakangas à Kouvola en Finlande,,.

## Présentation
La seututie 371 est une route régionale de la vallée de la Kymi.

## Forteresse de Liikkala
La Forteresse de Liikkala est en bordure de la seututie 371.

## Pont de Mullinkoski
Le pont de Mullinkoski (KaS-328), situé sur la route régionale 371  entre Hamina et Husula, est le premier pont à poutres en béton précontraint des pays nordiques.
Le Pont de Mullinkoski est classé parmi les ponts historiques de Finlande.